# アール・ストリックランド
アール・ストリックランド(Earl Strickland、1961年6月8日 - )はプロビリヤード選手。アメリカ合衆国・ノースカロライナ州・ローズボロ出身。「the Pearl」「100万ドルの男」の異名を持つ。USオープンを5度優勝(歴代記録1位)、世界ナインボール選手権を6度優勝(歴代記録1位)しており、CUE'Sによればこの記録は永久に破られることはないとされる。
趣味はテニス・ゴルフ。どちらもセミプロ級の腕前を持っている。

## 来歴
9歳のとき、父親の知り合いの経営するプールルームへ遊びに行ったことでビリヤードと出会う。当時は未成年者がプールルームで遊ぶことが禁止されていたが、父親の知り合いということで特別に許可された。その日から熱心に練習し、13歳になる頃にはその地域で敵うものはいなくなったという。タバコ畑でアルバイトをしていたが、稼いだ給料は全て賭け球の資金として使われた。
15歳になったストリックランドは親の転勤に伴いテキサス州ヒューストンへ引っ越した。この年、ロードトリップでサンフランシスコへ赴く。ロードの途中、あるビリヤード場で賭け球をしたところ、ジャンプショットを得意とする相手に1,000ドル負かされテキサスへ戻ることになった。帰りの飛行機でジャンプショットができるようにならなければという決心をし、テキサスへ戻ってから練習を重ねて自分のものとした。
20歳のとき、プロへ転向する。
1982年、初めてプロのトーナメントへ参加。この大会では準々決勝でバディ・ホールに敗れたが、次の大会ではバディ・ホールへのリベンジを果たし、優勝した。テレビマッチで行われたスティーブ・ミゼラクとの対戦ではジャンプショットを決め、衝撃を与えた。その日からジャンプショットが流行する。後年、CUE'Sのインタビューにおいて「ジャンプ専用のキューが生まれたのはある意味私のせいかもしれない」と語り、その存在を「忌々しいもの」と表現した。
2006年、ホール・オブ・フェイム入りを果たす。

## 人物・プレイスタイル
ボールを撞いていくテンポは相当早く、ポケットを直接狙えずバンクショットやセーフティを選択するときの判断も比較的早い。
シュート力が非常に高いが、ポジションプレイおよびセーフティのレベルも圧倒的に高く、9ボールの選手としては史上最高の選手の一人と考えられている。
また、一見風変わりなものを身につけて試合に臨むことがある。しかし、基本的にはルールに反することはせず、あくまでルール上許されたものである。それらは、玉越しに構えたりジャンプショットしたりする際に左手の位置を高くするための手作り指サック、両目が均等に見えるよう設計された眼鏡、ブリッジを安定させるための腕につけるウエイト、グリップに巻かれたテニスラケット用テープ、ゴルフ用のグローブなど、多岐にわたる。
2007年に、カスタムキューメーカー社長のマイク・グリアッシーと契約してからは、後ろにエクステンションのついた長いキューを愛用している。シェーン・バン・ボーニングのように、これに影響を受けて長いキューでプレイし始めた選手もいる。
輝かしい実績を持つ一方で、マナーが悪い選手としても有名で、キューを叩きつける、ビリヤード台に上る、観客と口論する、プレイ中に大きい声を出す、というような行為を頻繁に行う。負けた試合後にキューを叩き折ったこともあり、これが原因で、1990年からの長年のスポンサーであったキューテックは2007年に彼との契約を打ち切った。
プロ選手がジャンプキューを使うことを嫌っており、ボールをジャンプさせる際はプレイキューやブレークキューを使うことがほとんどであるが、マイク・ガルヤシーとの契約以降は、特に切迫した場面ではジャンプキューを使うこともある。

## 主な成績
- 1984年　 U.S.オープン優勝
- 1987年　 U.S.オープン優勝
- 1990年　世界ナインボール選手権優勝
- 1991年　世界ナインボール選手権優勝（選手権史上唯一の2年連続優勝記録）
- 1993年　 U.S.オープン優勝
- 1997年　 U.S.オープン優勝
- 2000年　 U.S.オープン優勝
- 2002年　世界ナインボール選手権優勝